# 662

## Догађаји
- Франци користе Ломбардски грађански рат и нападају Северну Италију, али га Гримоалд I поражава. Краљ Хлотар III даје Аустразију на управљање свом најмлађем брату Хилдерику II. Он је подигнут на штиту својих ратника и проглашен је за краља Аустразије.
- Краљ Свителм од Есекса је преобраћен у хришћанство и крштен од стране Кеда, на двору краља Етелвалда од Источне Англије, који делује као његов покровитељ.
- Муслиманско освајање: Арапске снаге Омејадског калифата настављају нападе на заузимање персијских земаља и почињу да се крећу ка земљама источно и северно од висоравни, према Великом Хорасану (Иран) и Путу свиле дуж Трансоксијане.
- Зијад ибн Аби Суфјан, муслимански генерал и члан клана Омејада, именован је за гувернера Ирака (Басре) и бивших персијских провинција.
- 13. август – Свети Максим Исповедник, византијски монах и теолог, умире у егзилу у Лазици (данашња Грузија), на југоисточној обали Црног мора.

## Смрти
- 13 августа — Максим Исповедник, хришчански монах, богослов и философ.